# Insurance Institute for Highway Safety

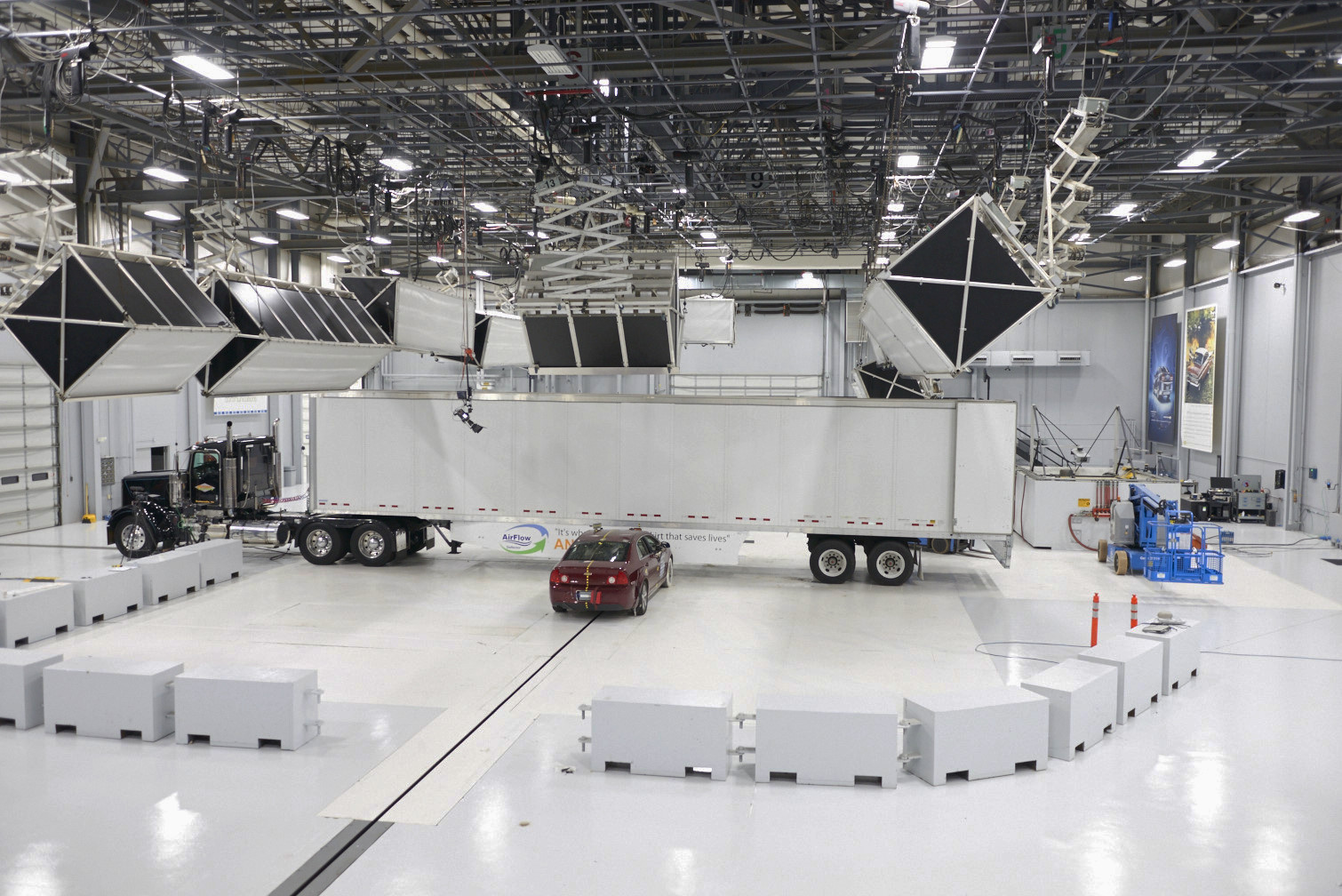
Centro di ricerca veicoli IIHS Crash Hall (sala crash test)

L'Insurance Institute for Highway Safety (IIHS) è un'organizzazione no profit statunitense finanziata da compagnie di assicurazione auto, fondata nel 1959 e con sede ad Arlington, in Virginia. Ha lo scopo di ridurre il numero di collisioni nel traffico automobilistico e il tasso di feriti e la quantità di danni materiali negli incidenti che inevitabilmente continuano a verificarsi. Svolge attività di ricerca e produce valutazioni per i più diffusi veicoli passeggeri e per alcuni prodotti di consumo come i seggiolini auto per bambini. Svolge anche ricerche sulla progettazione stradale e sulla regolamentazione del traffico ed è stato coinvolto nella promozione delle decisioni politiche.

## Crash test frontali

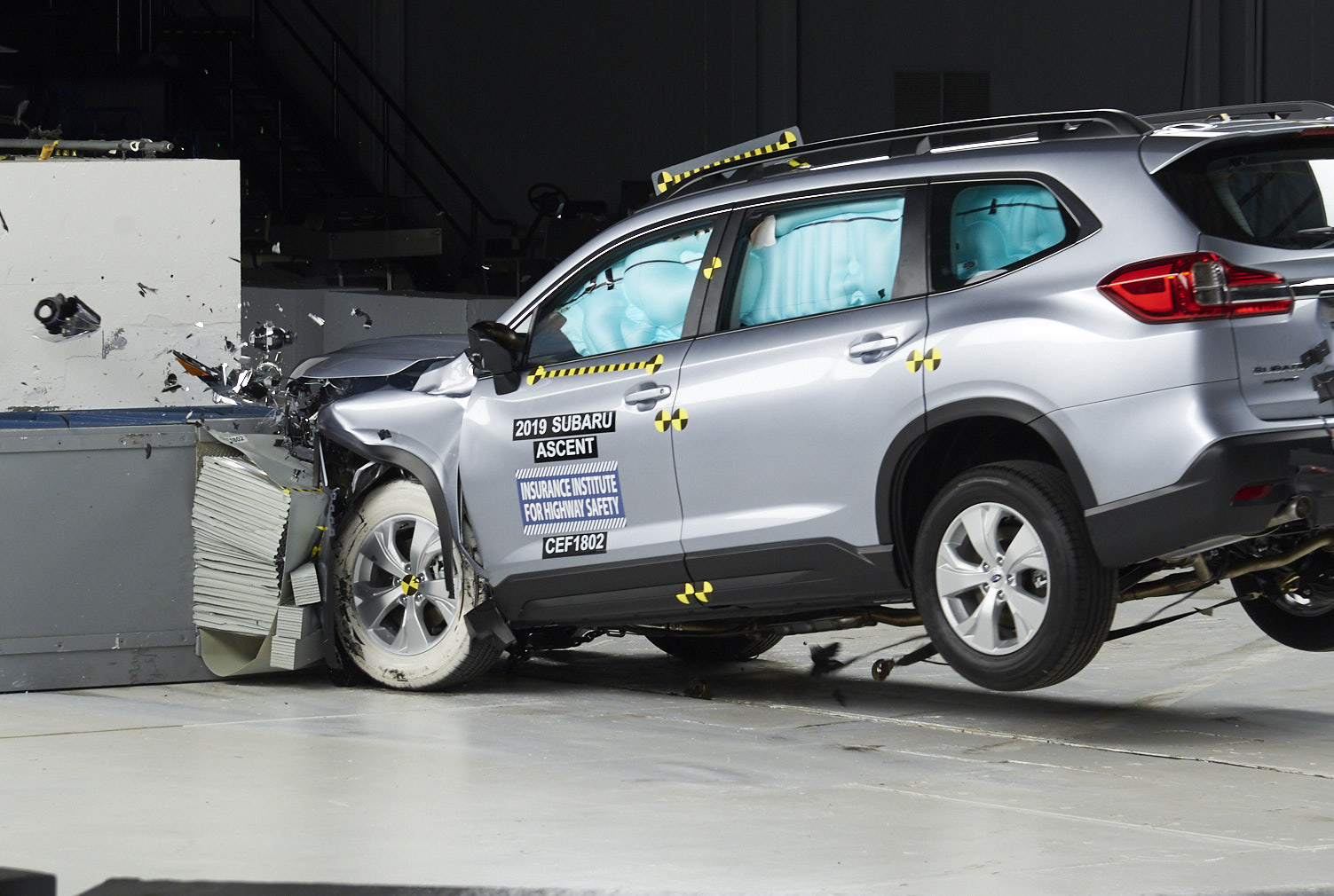
Crash test di sovrapposizione frontale moderata di una Subaru Ascent del 2019

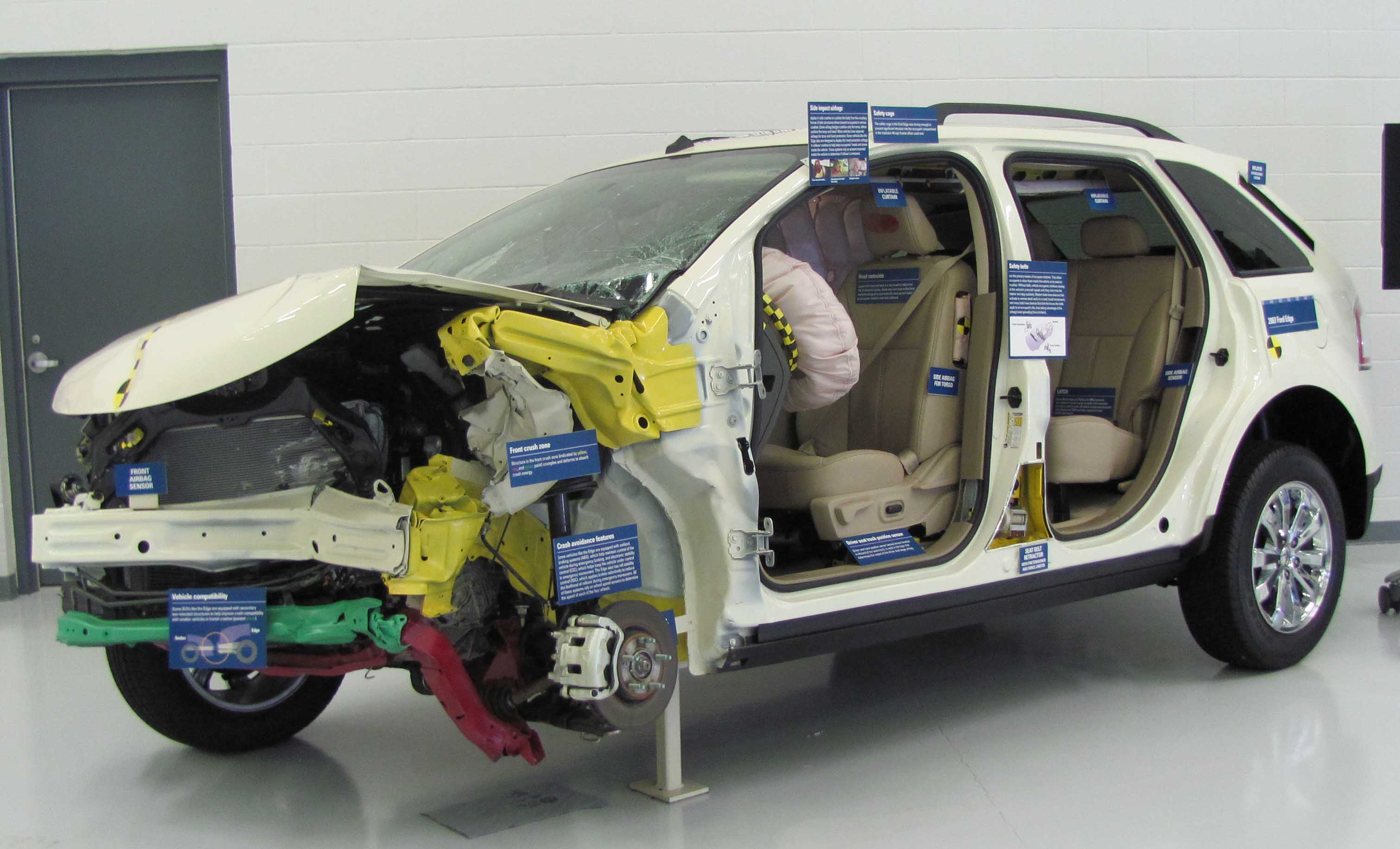
La Ford Edge del 2007 ha superato questo test con il punteggio più alto dell'Istituto, "Buono". L'Edge testato è esposto presso la sede dell'Istituto come ottimo esempio di comportamento in un incidente frontale

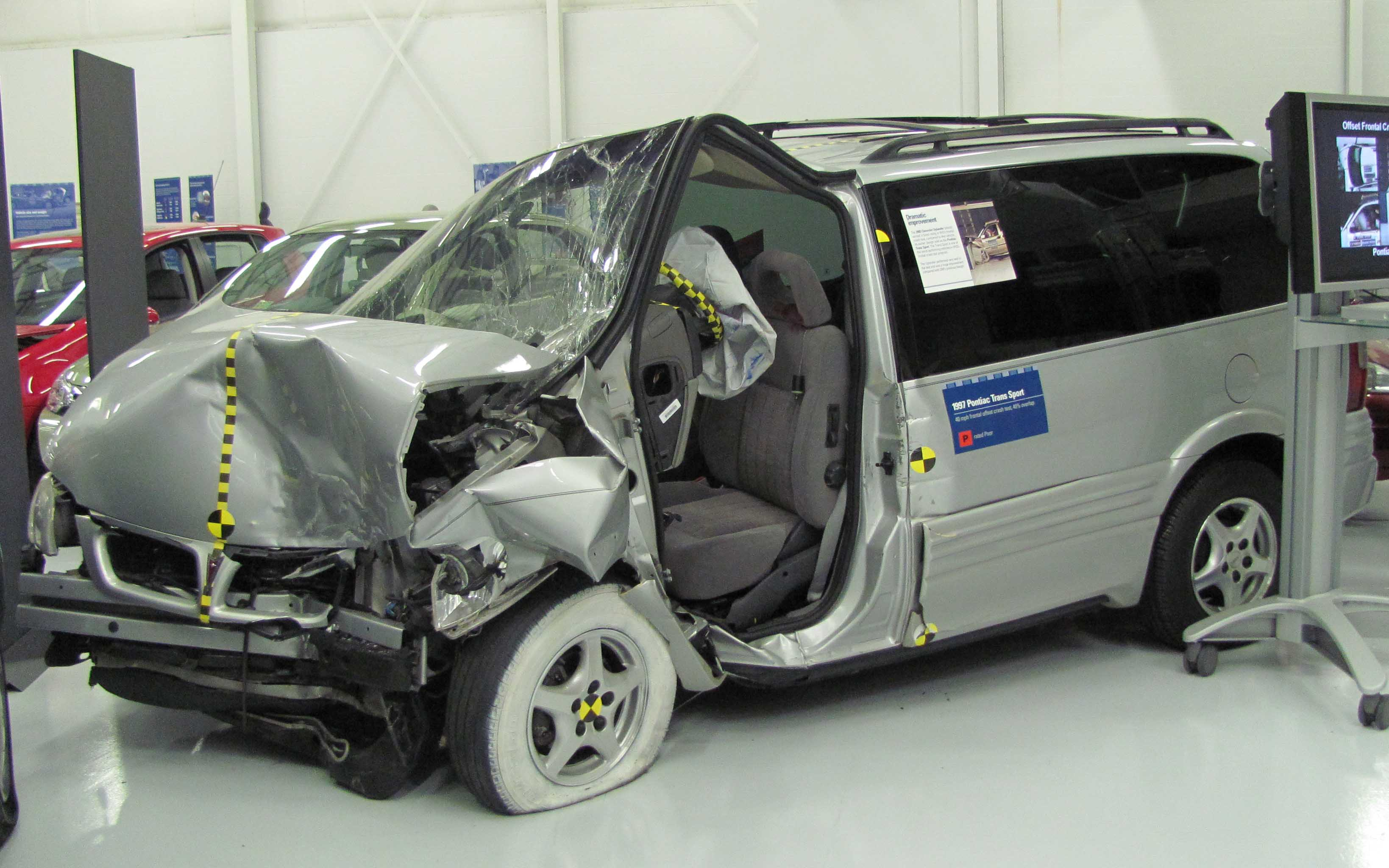
La Pontiac Trans Sport del 1997 fallì questo test con uno dei peggiori risultati nella storia dell'Istituto; l'allora capo dell'istituto Brian O'Neill notò che questo incidente avrebbe potuto rivelarsi fatale per un occupante umano. Uno dei Trans Sports testati viene esposto presso la sede dell'Istituto come esempio di scarsa sicurezza in un incidente frontale. Era significativamente peggiore di altri veicoli contemporanei; la Ford Windstar del 1996 passò con il punteggio più alto dell'Istituto

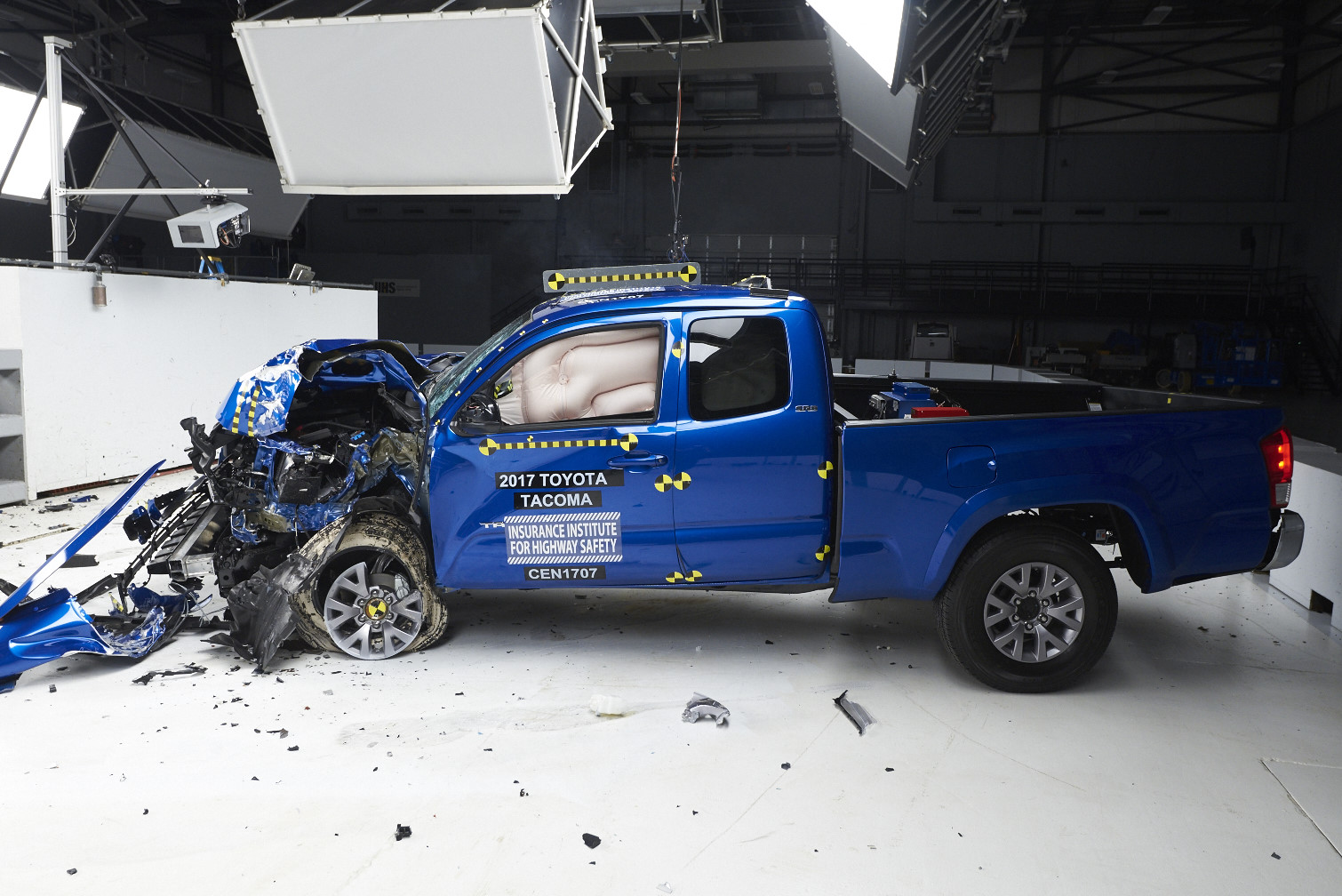
La Toyota Tacoma è uno dei veicoli che hanno superato il severo test di sovrapposizione frontale dell'Istituto

### Test frontale con sovrapposizione moderata
Davanti dell'Istituto crash test è diversa da quella del governo degli Stati Uniti National Highway Traffic Safety Administration (NHTSA) New Car Assessment Programme (NCAP) in quanto i suoi test sono compensate. Questo test espone il 40% della parte anteriore del veicolo a un impatto con una barriera deformabile a circa 40 mph (65 km/h). L'IIHS ha iniziato questo crash test nel gennaio 1995.
L'IIHS valuta sei singole categorie, assegnando a ognuna una valutazione "Buono", "Accettabile", "Marginale" o "Scarsa" determinando la valutazione complessiva per impatto frontale del veicolo.
Come nel caso del test di impatto frontale dell'NHTSA, i veicoli di diverse categorie di peso potrebbero non essere confrontati direttamente. Questo perché un veicolo più pesante è generalmente favorito quando incontra un veicolo più leggero o è coinvolto in un incidente a veicolo singolo. L'IIHS lo ha dimostrato facendo schiantare tre berline di medie dimensioni con tre "superutilitarie" classificate "Good" più piccole. A esempio, nel 2009 tre superutilitarie sono state classificate come "Scarse" in questi speciali test auto contro auto, mentre le auto di medie dimensioni sono state valutate "Buono" o "Accettabile".

### Test frontale con piccole sovrapposizioni
Il 14 agosto 2012, IIHS ha pubblicato il primo risultato per un secondo, più impegnativo, test frontale con offset. Il nuovo test, che è usato in addizione al test con offset del 40% introdotto nel 1995, sottopone soltanto 25% della superficie frontale del veicolo ad un impatto a 40 mph (64 km/h). Il nuovo test è più impegnativo per la struttura del veicolo rispetto al precedente con offset del 40%. In un primo round di test, composto da 11 veicoli di medie dimensioni di lusso a quasi lusso, la maggior parte dei veicoli ha ottenuto un risultato scarso, solo tre veicoli hanno ottenuto la valutazione "buono" o "accettabile".
Il sistema di classificazione è simile all'offset del 40%, ma presenta alcune differenze chiave: le valutazioni dell'anca / della coscia e della parte inferiore della gamba / piede sostituiscono le valutazioni individuali per ciascuna gamba e piede e non è possibile ottenere il punteggio completo senza dispiegamento di airbag a tendina anteriori e laterali (a causa del forte movimento laterale spesso causato da questo genere di test).
Secondo uno studio del Medical College of Wisconsin una collisione frontale con una piccola area d'impatto provoca un aumento delle lesioni alla testa, al petto, alla colonna vertebrale, all'anca e al bacino. Questo tipo di collisione è comune su strade a due corsie con traffico a doppio senso in cui è assente uno spartitraffico centrale. Gli incidenti riguardanti un singolo veicolo (contro un albero o un palo) rappresentano il 40 percento degli incidenti con "piccola sovrapposizione".  Secondo l'IIHS, il 25% dei decessi per incidente frontale è dovuto a incidenti con piccola sovrapposizione, con la ruota anteriore esterna che per prima riceve le forze di impatto anziché la struttura centrale che dissipa maggiormente l'energia durante gli incidenti.
Da allora l'IIHS ha testato auto familiari, auto compatte, minicar, piccole e medie SUV, minivan, muscle car e grandi camioncini attraverso il test con piccola sovrapposizione.
50th Anniversary crash test
Nel 2009, l'IIHS ha celebrato il suo 50 ° anniversario. Per dimostrare come la sicurezza automobilistica è progredita in cinquant'anni, IIHS ha testato un Chevrolet Bel Air del 1959 che si è schiantava frontalmente, con un offset del 40% con una Chevrolet Malibu del 2009 a 40 mph (64 km/h). Il video dello schianto è stato pubblicato su Internet e "i risultati non sono stati una sorpresa per chiunque abbia familiarità con le automobili". Il compartimento degli occupanti del Bel Air è stato gravemente danneggiato dall'incidente. Insieme alla mancanza della vettura di moderne caratteristiche di sicurezza come airbag e cinture di sicurezza, ciò ha comportato il manichino da crash test nella Bel Air a rilevare accelerazioni che probabilmente avrebbero causato lesioni mortali ad un vero automobilista. L'ingegneria avanzata e l'acciaio ad alta resistenza offrono ai veicoli moderni un enorme vantaggio.

## Valutazione del poggiatesta
Questo test verifica il sedile del conducente del veicolo per determinare l'efficacia dei poggiatesta. Il sedile del conducente è posizionato su una slitta per imitare una collisione posteriore a 20 mph (32 km/h). Le collisioni posteriori a velocità da basse a moderate in genere non provocano lesioni gravi, ma sono frequenti. Nel 2005 l'IIHS ha stimato che il 25% delle spese mediche era correlato a lesioni da colpo di frusta.

## Test di resistenza del tetto

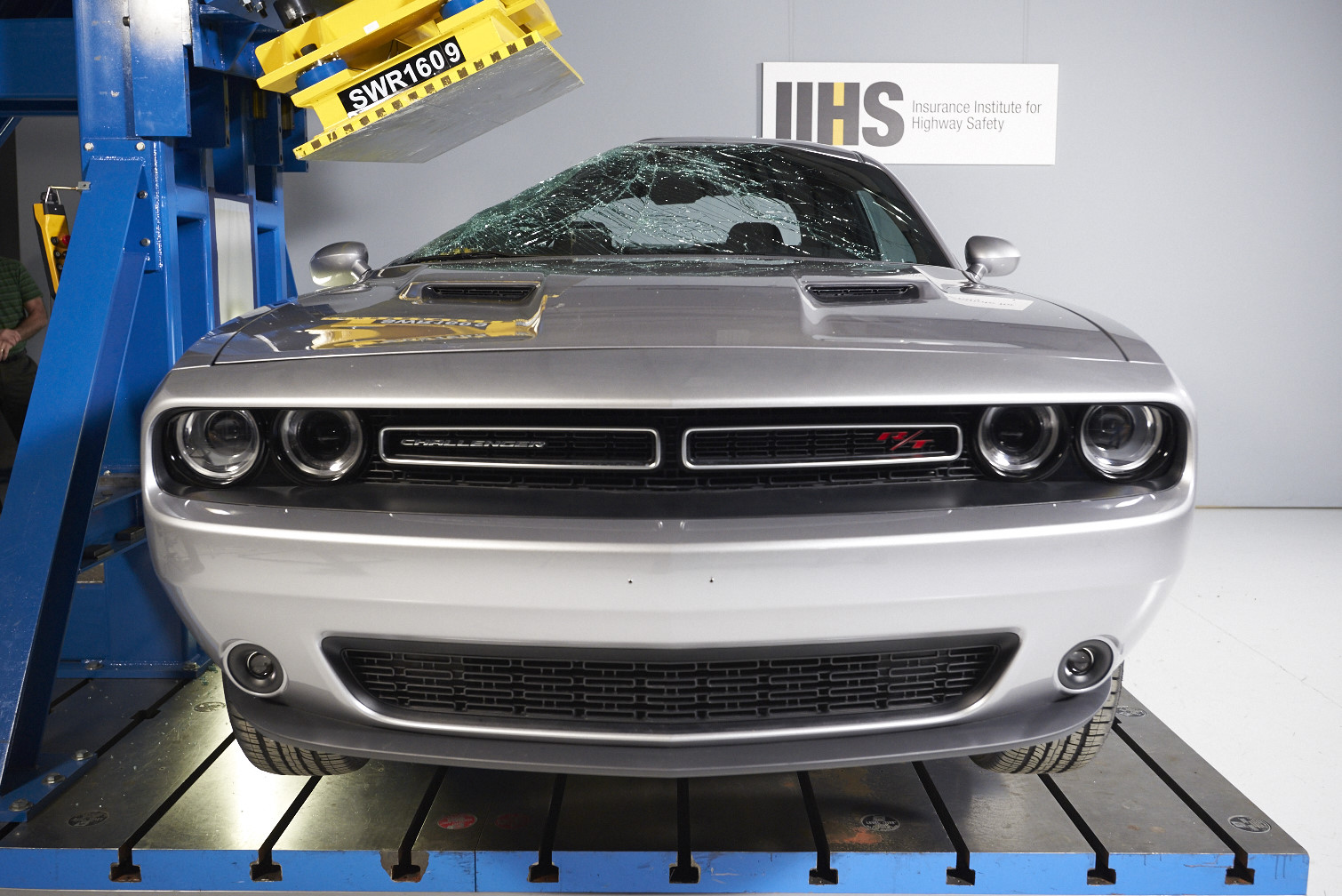
Test di resistenza sul tetto di una Dodge Challenger 2016

Negli Stati Uniti i ribaltamenti hanno rappresentato quasi il 25% degli incidenti mortali dei veicoli passeggeri. È stato dimostrato che funzionalità come il controllo elettronico della stabilità riducono significativamente i ribaltamenti e possono anche essere d'aiuto i sistemi di avvertimento d'abbandono della corsia. Gli airbag a tendina laterali con rilevamento del ribaltamento aiutano anche a ridurre al minimo gli infortuni in caso di ribaltamento.

## Valutazione della prevenzione delle collisioni frontali
Sono assegnati un massimo di 6 punti. I punti sono assegnati se il sistema di prevenzione degli scontri frontali rientra nei criteri governativi e se può ridurre la velocità o evitare l'impatto da una velocità di 12 e 25 mph (20–40 km/h). Ai veicoli che ottengono un solo punto viene assegnata la valutazione "base" (basic), mentre i veicoli che hanno ottenuto tra i 2 e i 4 punti ottengono la valutazione "avanzata" (advanced).
La valutazione "superiore" (superior) è riservata ai veicoli che hanno ottenuto 5 o 6 punti.

## Valutazione dei faro
Dal marzo 2016, l'IIHS ha rilascia valutazioni per le prestazioni dei fari. Il loro primo test ha riguardato auto famigliari e la maggior parte ha ottenuto valutazioni marginali o scadenti. Solo un veicolo, la Toyota Prius V, ha ottenuto una buona valutazione se equipaggiato con fari specifici. L'Istituto ha valutato i fari per piccoli SUV 4 mesi dopo, e nessuno dei veicoli testati ha ottenuto la valutazione "buono". Nell'ottobre 2016, hanno pubblicato le valutazioni per i camioncini e la Honda Ridgeline è stata l'unica a ottenere la valutazione "buono" nel test dei fari.

## Premi
Il Top Safety Pick è un premio annuale per le auto più performanti dell'anno. Per ricevere una scelta di massima sicurezza, il veicolo deve ricevere "Buoni" segni complessivi nella parte anteriore a sovrapposizione moderata, nella parte anteriore piccola sovrapposta sul lato conducente, nella parte laterale, nella resistenza del tetto e nei test dei poggiatesta del sedile. I veicoli devono anche essere disponibili con fari nominali accettabili o validi, un sistema di prevenzione degli incidenti anteriori valutato superiore o avanzato e ricevere una valutazione accettabile o buona nel test di sovrapposizione piccolo lato passeggero. Il premio Top Safety Pick + viene assegnato ai veicoli che soddisfano tutti i criteri per un Top Safety Pick, ma sono anche disponibili con fari di buona qualità e ricevono una valutazione di buona qualità nel test di sovrapposizione piccolo lato passeggero.